# Північний регіон (Малаві)
Півні́чний регіон (англ. Northern region) — один з трьох регіонів Малаві.
Адміністративний центр — місто Мзузу.

## Населення
Населення — 2289780 осіб (2018, 1679491 у 2008, 1233560 у 1998, 911787 у 1987, 648853 у 1977).

## Склад
Регіон складається з 6 дистриктів та центрального населеного пункту міста Мзузу:
| Адмінодиниця               | Площа, км² | Населення, осіб (1977) | Населення, осіб (1987) | Населення, осіб (1998) | Населення, осіб (2008) | Населення, осіб (2018) | Центр     | АО |
| -------------------------- | ---------- | ---------------------- | ---------------------- | ---------------------- | ---------------------- | ---------------------- | --------- | -- |
| Дистрикти                  |            |                        |                        |                        |                        |                        |           |    |
| Каронга                    | 3713,0     | 106923                 | 148014                 | 194572                 | 264112                 | 365028                 | Каронга   | 6  |
| Лікома                     | 20,3       | 7900                   | 8192                   | 8074                   | 10714                  | 14527                  | Лікома    | 2  |
| Мзімба                     | 10470,8    | 285253                 | 389479                 | 610994                 | 718402                 | 940184                 | Мзімба    | 12 |
| Нхата-Бей                  | 4183,9     | 97900                  | 130189                 | 164761                 | 215429                 | 284681                 | Нхата-Бей | 14 |
| Румфі                      | 4528,1     | 62450                  | 94902                  | 128360                 | 166460                 | 229161                 | Румфі     | 12 |
| Читіпа                     | 4336,7     | 72316                  | 96794                  | 126799                 | 176835                 | 234927                 | Читіпа    | 10 |
| Центральні населені пункти |            |                        |                        |                        |                        |                        |           |    |
| Мзузу                      | 157,8      | 16108                  | 44217                  | 86980                  | 127539                 | 221272                 | -         | 1  |